# Eleições parlamentares europeias de 2024 no distrito de Lisboa
| Eleições parlamentares europeias de 2024 Distritos: Aveiro \| Beja \| Braga \| Bragança \| Castelo Branco \| Coimbra \| Évora \| Faro \| Guarda \| Leiria \| Lisboa \| Portalegre \| Porto \| Santarém \| Setúbal \| Viana do Castelo \| Vila Real \| Viseu \| Açores \| Madeira \| Estrangeiro |

## Resultados por concelho
Os resultados nos concelhos do Distrito de Lisboa foram os seguintes:

### Alenquer
| Partido                 | Partido                                  | Votos  | %               | +/-  |
| ----------------------- | ---------------------------------------- | ------ | --------------- | ---- |
|                         | Partido Socialista                       | 5 494  | 35,32 / 100,00  | 3,65 |
|                         | Aliança Democrática (PPD/PSD-CDS-PP-PPM) | 3 854  | 24,78 / 100,00  | 5,97 |
|                         | CHEGA                                    | 1 943  | 12,49 / 100,00  | -    |
|                         | Iniciativa Liberal                       | 1 178  | 7,57 / 100,00   | 6,92 |
|                         | Coligação Democrática Unitária (PCP-PEV) | 1 085  | 6,98 / 100,00   | 4,72 |
|                         | Bloco de Esquerda                        | 623    | 4,01 / 100,00   | 5,35 |
|                         | LIVRE                                    | 531    | 3,41 / 100,00   | 1,88 |
|                         | Alternativa Democrática Nacional         | 190    | 1,22 / 100,00   | 0,78 |
|                         | Pessoas–Animais–Natureza                 | 182    | 1,17 / 100,00   | 3,19 |
|                         | Outros (com menos de 1,00%)              | 197    | 1,28 / 100,00   |      |
| Votos Inválidos         | Votos Inválidos                          | 278    | 1,79 / 100,00   | 4,73 |
| Total                   | Total                                    | 15 555 | 100,00 / 100,00 |      |
| Eleitorado/Participação | Eleitorado/Participação                  | 37 156 | 41,86 / 100,00  | 5,16 |

| Freguesia                                  | %     | %     | %     | %    | %     | %    | %    | %    | %    | Votantes |
| Freguesia                                  | PS    | AD    | CH    | IL   | CDU   | BE   | L    | ADN  | PAN  | Votantes |
| ------------------------------------------ | ----- | ----- | ----- | ---- | ----- | ---- | ---- | ---- | ---- | -------- |
| Freguesia                                  |       |       |       |      |       |      |      |      |      | Votantes |
| Abrigada e Cabanas de Torres               | 38,66 | 21,99 | 10,75 | 7,31 | 10,86 | 3,66 | 2,15 | 1,02 | 0,54 | 1 860    |
| Aldeia Galega da Merceana e Aldeia Gavinha | 34,51 | 26,21 | 12,84 | 6,15 | 6,92  | 4,38 | 3,54 | 1,15 | 1,00 | 1 301    |
| Alenquer (Santo Estêvão e Triana)          | 31,70 | 26,69 | 12,17 | 9,31 | 6,07  | 4,36 | 4,71 | 1,18 | 1,29 | 4 331    |
| Carnota                                    | 36,07 | 25,72 | 12,48 | 7,46 | 7,31  | 3,65 | 2,28 | 1,07 | 1,52 | 657      |
| Carregado e Cadafais                       | 32,99 | 23,15 | 14,87 | 8,36 | 6,81  | 4,49 | 3,08 | 1,23 | 1,33 | 3 671    |
| Meca                                       | 42,16 | 23,44 | 9,59  | 4,41 | 7,76  | 3,20 | 3,50 | 1,37 | 1,07 | 657      |
| Olhalvo                                    | 40,75 | 24,40 | 11,32 | 6,54 | 7,04  | 2,52 | 3,02 | 0,88 | 0,63 | 795      |
| Ota                                        | 33,56 | 26,58 | 16,22 | 5,86 | 7,43  | 3,83 | 1,80 | 0,90 | 0,23 | 444      |
| Ribafria e Pereiro de Palhacana            | 40,40 | 24,44 | 8,69  | 6,06 | 6,26  | 4,04 | 4,44 | 0,81 | 2,63 | 495      |
| Ventosa                                    | 41,55 | 26,86 | 11,33 | 4,93 | 4,51  | 2,73 | 2,52 | 1,78 | 0,94 | 953      |
| Vila Verde dos Francos                     | 40,66 | 21,99 | 11,51 | 4,86 | 4,60  | 4,09 | 3,07 | 3,07 | 2,30 | 391      |
| Alenquer                                   | 35,32 | 24,78 | 12,49 | 7,57 | 6,01  | 4,01 | 3,41 | 1,22 | 1,17 | 15 555   |

### Amadora
| Partido                 | Partido                                  | Votos   | %               | +/-  |
| ----------------------- | ---------------------------------------- | ------- | --------------- | ---- |
|                         | Partido Socialista                       | 20 171  | 36,65 / 100,00  | 1,48 |
|                         | Aliança Democrática (PPD/PSD-CDS-PP-PPM) | 12 245  | 22,25 / 100,00  | 4,62 |
|                         | CHEGA                                    | 5 952   | 10,81 / 100,00  | -    |
|                         | Iniciativa Liberal                       | 4 891   | 8,89 / 100,00   | 8,18 |
|                         | Coligação Democrática Unitária (PCP-PEV) | 3 043   | 5,53 / 100,00   | 4,04 |
|                         | Bloco de Esquerda                        | 2 923   | 5,31 / 100,00   | 6,08 |
|                         | LIVRE                                    | 2 676   | 4,86 / 100,00   | 2,69 |
|                         | Pessoas–Animais–Natureza                 | 886     | 1,61 / 100,00   | 4,94 |
|                         | Alternativa Democrática Nacional         | 583     | 1,06 / 100,00   | 0,72 |
|                         | Outros (com menos de 1,00%)              | 710     | 1,30 / 100,00   |      |
| Votos Inválidos         | Votos Inválidos                          | 961     | 1,75 / 100,00   | 3,54 |
| Total                   | Total                                    | 55 041  | 100,00 / 100,00 |      |
| Eleitorado/Participação | Eleitorado/Participação                  | 142 156 | 38,72 / 100,00  | 0,60 |

| Freguesia             | %     | %     | %     | %     | %    | %    | %    | %    | %    | Votantes |
| Freguesia             | PS    | AD    | CH    | IL    | CDU  | BE   | L    | PAN  | ADN  | Votantes |
| --------------------- | ----- | ----- | ----- | ----- | ---- | ---- | ---- | ---- | ---- | -------- |
| Freguesia             |       |       |       |       |      |      |      |      |      | Votantes |
| Águas Livres          | 38,52 | 21,63 | 9,99  | 8,46  | 5,32 | 5,43 | 4,41 | 1,83 | 1,15 | 11 662   |
| Alfragide             | 27,94 | 29,75 | 9,04  | 14,10 | 3,58 | 5,02 | 5,85 | 1,44 | 0,97 | 6 517    |
| Encosta do Sol        | 40,31 | 20,43 | 11,66 | 7,22  | 5,68 | 4,78 | 4,23 | 1,32 | 1,08 | 8 112    |
| Falagueira-Venda Nova | 39,96 | 20,14 | 10,21 | 7,28  | 6,52 | 5,50 | 4,79 | 1,54 | 1,04 | 6 624    |
| Mina de Água          | 36,42 | 21,22 | 12,46 | 8,67  | 5,44 | 5,56 | 4,58 | 1,72 | 1,07 | 13 352   |
| Venteira              | 35,08 | 22,33 | 10,39 | 8,65  | 6,50 | 5,33 | 5,81 | 1,61 | 0,98 | 8 774    |
| Amadora               | 36,65 | 22,25 | 10,81 | 8,89  | 5,53 | 5,31 | 4,86 | 1,61 | 1,06 | 55 041   |

### Arruda dos Vinhos
| Partido                 | Partido                                  | Votos  | %               | +/-   |
| ----------------------- | ---------------------------------------- | ------ | --------------- | ----- |
|                         | Partido Socialista                       | 1 723  | 31,72 / 100,00  | 4,12  |
|                         | Aliança Democrática (PPD/PSD-CDS-PP-PPM) | 1 476  | 27,17 / 100,00  | 3,07  |
|                         | Iniciativa Liberal                       | 685    | 12,61 / 100,00  | 11,68 |
|                         | CHEGA                                    | 582    | 10,71 / 100,00  | -     |
|                         | Coligação Democrática Unitária (PCP-PEV) | 234    | 4,31 / 100,00   | 3,13  |
|                         | LIVRE                                    | 231    | 4,25 / 100,00   | 2,64  |
|                         | Bloco de Esquerda                        | 175    | 3,22 / 100,00   | 5,92  |
|                         | Pessoas–Animais–Natureza                 | 89     | 1,64 / 100,00   | 4,52  |
|                         | Alternativa Democrática Nacional         | 74     | 1,36 / 100,00   | 1,04  |
|                         | Outros (com menos de 1,00%)              | 58     | 1,06 / 100,00   |       |
| Votos Inválidos         | Votos Inválidos                          | 105    | 1,94 / 100,00   | 5,29  |
| Total                   | Total                                    | 5 432  | 100,00 / 100,00 |       |
| Eleitorado/Participação | Eleitorado/Participação                  | 11 888 | 45,69 / 100,00  | 5,62  |

| Freguesia           | %     | %     | %     | %     | %    | %    | %    | %    | %    | Votantes |
| Freguesia           | PS    | AD    | IL    | CH    | CDU  | L    | BE   | PAN  | ADN  | Votantes |
| ------------------- | ----- | ----- | ----- | ----- | ---- | ---- | ---- | ---- | ---- | -------- |
| Freguesia           |       |       |       |       |      |      |      |      |      | Votantes |
| Arranhó             | 35,17 | 30,73 | 8,76  | 10,08 | 3,24 | 3,24 | 2,88 | 1,56 | 1,68 | 833      |
| Arruda dos Vinhos   | 30,86 | 26,66 | 13,76 | 10,55 | 4,44 | 4,60 | 3,42 | 1,62 | 1,43 | 3 714    |
| Cardosas            | 28,46 | 26,37 | 11,23 | 13,58 | 6,27 | 3,13 | 2,61 | 1,57 | 1,57 | 383      |
| Santiago dos Velhos | 34,86 | 25,70 | 11,55 | 10,76 | 3,59 | 4,18 | 2,79 | 1,99 | 0,40 | 502      |
| Arruda dos Vinhos   | 31,72 | 27,17 | 12,61 | 10,71 | 4,31 | 4,25 | 3,22 | 1,64 | 1,36 | 5 432    |

### Azambuja
| Partido                 | Partido                                  | Votos  | %               | +/-  |
| ----------------------- | ---------------------------------------- | ------ | --------------- | ---- |
|                         | Partido Socialista                       | 2 656  | 34,64 / 100,00  | 1,57 |
|                         | Aliança Democrática (PPD/PSD-CDS-PP-PPM) | 1 654  | 21,57 / 100,00  | 4,74 |
|                         | CHEGA                                    | 1 015  | 13,24 / 100,00  | -    |
|                         | Iniciativa Liberal                       | 572    | 7,46 / 100,00   | 6,77 |
|                         | Coligação Democrática Unitária (PCP-PEV) | 540    | 7,04 / 100,00   | 5,19 |
|                         | Bloco de Esquerda                        | 435    | 5,67 / 100,00   | 6,22 |
|                         | LIVRE                                    | 322    | 4,20 / 100,00   | 2,35 |
|                         | Alternativa Democrática Nacional         | 93     | 1,21 / 100,00   | 0,82 |
|                         | Outros (com menos de 1,00%)              | 177    | 2,31 / 100,00   |      |
| Votos Inválidos         | Votos Inválidos                          | 203    | 2,65 / 100,00   | 5,45 |
| Total                   | Total                                    | 7 667  | 100,00 / 100,00 |      |
| Eleitorado/Participação | Eleitorado/Participação                  | 17 655 | 43,43 / 100,00  | 6,52 |

| Freguesia                                          | %     | %     | %     | %    | %    | %    | %    | %    | Votantes |
| Freguesia                                          | PS    | AD    | CH    | IL   | CDU  | BE   | L    | ADN  | Votantes |
| -------------------------------------------------- | ----- | ----- | ----- | ---- | ---- | ---- | ---- | ---- | -------- |
| Freguesia                                          |       |       |       |      |      |      |      |      | Votantes |
| Alcoentre                                          | 33,56 | 22,11 | 18,53 | 4,85 | 5,14 | 5,24 | 2,91 | 1,36 | 1 031    |
| Aveiras de Baixo                                   | 34,69 | 27,04 | 15,14 | 6,63 | 6,12 | 2,72 | 1,70 | 1,36 | 588      |
| Aveiras de Cima                                    | 37,94 | 17,94 | 11,82 | 7,35 | 9,62 | 5,70 | 2,89 | 1,58 | 1 455    |
| Azambuja                                           | 31,21 | 24,25 | 12,00 | 9,42 | 6,44 | 6,66 | 4,67 | 0,99 | 2 717    |
| Manique do Intendente, V.N. de São Pedro e Maçussa | 39,59 | 18,04 | 9,99  | 6,94 | 7,68 | 4,35 | 7,22 | 4,35 | 1 081    |
| Vale do Paraíso                                    | 35,63 | 19,95 | 13,78 | 4,28 | 7,36 | 9,50 | 3,80 | 1,43 | 421      |
| Vila Nova da Rainha                                | 34,22 | 18,18 | 18,98 | 7,22 | 5,88 | 3,74 | 5,08 | 1,07 | 374      |
| Azambuja                                           | 34,64 | 21,57 | 13,24 | 7,46 | 7,04 | 5,67 | 4,20 | 1,21 | 7 667    |

### Cadaval
| Partido                 | Partido                                  | Votos  | %               | +/-  |
| ----------------------- | ---------------------------------------- | ------ | --------------- | ---- |
|                         | Partido Socialista                       | 2 015  | 36,18 / 100,00  | 1,31 |
|                         | Aliança Democrática (PPD/PSD-CDS-PP-PPM) | 1 805  | 32,41 / 100,00  | 1,51 |
|                         | CHEGA                                    | 575    | 10,32 / 100,00  | -    |
|                         | Iniciativa Liberal                       | 365    | 6,55 / 100,00   | 6,29 |
|                         | Coligação Democrática Unitária (PCP-PEV) | 182    | 3,27 / 100,00   | 0,71 |
|                         | Bloco de Esquerda                        | 164    | 2,94 / 100,00   | 3,88 |
|                         | LIVRE                                    | 131    | 2,35 / 100,00   | 1,61 |
|                         | Alternativa Democrática Nacional         | 87     | 1,56 / 100,00   | 1,32 |
|                         | Pessoas–Animais–Natureza                 | 67     | 1,20 / 100,00   | 2,93 |
|                         | Outros (com menos de 1,00%)              | 42     | 0,76 / 100,00   |      |
| Votos Inválidos         | Votos Inválidos                          | 137    | 2,46 / 100,00   | 6,29 |
| Total                   | Total                                    | 5 570  | 100,00 / 100,00 |      |
| Eleitorado/Participação | Eleitorado/Participação                  | 12 312 | 45,24 / 100,00  | 9,87 |

| Freguesia            | %     | %     | %     | %    | %    | %    | %    | %    | %    | Votantes |
| Freguesia            | PS    | AD    | CH    | IL   | CDU  | BE   | L    | ADN  | PAN  | Votantes |
| -------------------- | ----- | ----- | ----- | ---- | ---- | ---- | ---- | ---- | ---- | -------- |
| Freguesia            |       |       |       |      |      |      |      |      |      | Votantes |
| Alguber              | 39,29 | 30,48 | 15,11 | 4,28 | 2,77 | 1,76 | 0,50 | 1,51 | 1,01 | 397      |
| Cadaval e Pero Moniz | 35,85 | 32,19 | 9,04  | 8,11 | 2,73 | 3,51 | 3,59 | 0,70 | 1,48 | 1 283    |
| Lamas e Cercal       | 39,43 | 29,36 | 10,34 | 5,61 | 3,90 | 3,08 | 1,85 | 2,12 | 1,30 | 1 461    |
| Painho e Figueiros   | 39,15 | 33,07 | 9,69  | 4,78 | 3,88 | 2,45 | 1,68 | 0,78 | 0,78 | 774      |
| Peral                | 29,91 | 35,49 | 12,05 | 7,14 | 4,46 | 3,79 | 1,56 | 2,01 | 1,56 | 448      |
| Vermelha             | 34,44 | 35,00 | 8,70  | 7,78 | 2,04 | 2,96 | 1,48 | 2,59 | 0,56 | 540      |
| Vilar                | 29,99 | 35,68 | 10,79 | 7,65 | 2,70 | 2,25 | 4,20 | 1,80 | 1,35 | 667      |
| Cadaval              | 36,18 | 32,41 | 10,32 | 6,55 | 3,27 | 2,94 | 2,35 | 1,56 | 1,20 | 5 570    |

### Cascais
| Partido                 | Partido                                  | Votos   | %               | +/-   |
| ----------------------- | ---------------------------------------- | ------- | --------------- | ----- |
|                         | Aliança Democrática (PPD/PSD-CDS-PP-PPM) | 26 311  | 32,99 / 100,00  | 1,83  |
|                         | Partido Socialista                       | 20 422  | 25,61 / 100,00  | 2,51  |
|                         | Iniciativa Liberal                       | 11 252  | 14,11 / 100,00  | 12,61 |
|                         | CHEGA                                    | 8 191   | 10,27 / 100,00  | -     |
|                         | LIVRE                                    | 3 664   | 4,59 / 100,00   | 2,08  |
|                         | Bloco de Esquerda                        | 3 224   | 4,04 / 100,00   | 5,50  |
|                         | Coligação Democrática Unitária (PCP-PEV) | 2 590   | 3,25 / 100,00   | 2,55  |
|                         | Pessoas–Animais–Natureza                 | 1 222   | 1,53 / 100,00   | 6,05  |
|                         | Alternativa Democrática Nacional         | 943     | 1,18 / 100,00   | 0,79  |
|                         | Outros (com menos de 1,00%)              | 772     | 0,98 / 100,00   |       |
| Votos Inválidos         | Votos Inválidos                          | 1 153   | 1,45 / 100,00   | 3,26  |
| Total                   | Total                                    | 79 744  | 100,00 / 100,00 |       |
| Eleitorado/Participação | Eleitorado/Participação                  | 177 819 | 44,85 / 100,00  | 6,25  |

| Freguesia            | %     | %     | %     | %     | %    | %    | %    | %    | %    | Votantes |
| Freguesia            | AD    | PS    | IL    | CH    | L    | BE   | CDU  | PAN  | ADN  | Votantes |
| -------------------- | ----- | ----- | ----- | ----- | ---- | ---- | ---- | ---- | ---- | -------- |
| Freguesia            |       |       |       |       |      |      |      |      |      | Votantes |
| Alcabideche          | 32,07 | 27,08 | 12,74 | 12,19 | 3,57 | 3,75 | 3,02 | 1,47 | 1,57 | 14 255   |
| Carcavelos e Parede  | 33,11 | 24,83 | 14,47 | 8,30  | 5,88 | 4,88 | 3,36 | 1,74 | 1,04 | 20 008   |
| Cascais e Estoril    | 39,34 | 19,96 | 15,99 | 10,67 | 3,99 | 3,26 | 2,55 | 1,22 | 1,10 | 23 798   |
| São Domingos de Rana | 26,53 | 31,57 | 12,61 | 10,39 | 4,74 | 4,32 | 4,06 | 1,72 | 1,14 | 21 683   |
| Cascais              | 32,99 | 25,61 | 14,11 | 10,27 | 4,59 | 4,04 | 3,25 | 1,53 | 1,18 | 79 744   |

### Lisboa
| Partido                 | Partido                                  | Votos   | %               | +/-   |
| ----------------------- | ---------------------------------------- | ------- | --------------- | ----- |
|                         | Aliança Democrática (PPD/PSD-CDS-PP-PPM) | 63 520  | 27,90 / 100,00  | 0,74  |
|                         | Partido Socialista                       | 60 827  | 26,71 / 100,00  | 2,69  |
|                         | Iniciativa Liberal                       | 33 412  | 14,67 / 100,00  | 12,63 |
|                         | CHEGA                                    | 17 402  | 7,64 / 100,00   | -     |
|                         | LIVRE                                    | 17 073  | 7,50 / 100,00   | 3,05  |
|                         | Bloco de Esquerda                        | 13 892  | 6,10 / 100,00   | 4,59  |
|                         | Coligação Democrática Unitária (PCP-PEV) | 11 082  | 4,87 / 100,00   | 2,08  |
|                         | Pessoas–Animais–Natureza                 | 3 105   | 1,36 / 100,00   | 5,23  |
|                         | Outros (com menos de 1,00%)              | 4 277   | 1,87 / 100,00   |       |
| Votos Inválidos         | Votos Inválidos                          | 3 099   | 1,37 / 100,00   | 2,81  |
| Total                   | Total                                    | 227 689 | 100,00 / 100,00 |       |
| Eleitorado/Participação | Eleitorado/Participação                  | 465 149 | 48,95 / 100,00  | 3,62  |

| Freguesia               | %     | %     | %     | %     | %     | %     | %    | %    | Votantes |
| Freguesia               | AD    | PS    | IL    | CH    | L     | BE    | CDU  | PAN  | Votantes |
| ----------------------- | ----- | ----- | ----- | ----- | ----- | ----- | ---- | ---- | -------- |
| Freguesia               |       |       |       |       |       |       |      |      | Votantes |
| Ajuda                   | 20,60 | 34,67 | 11,86 | 7,85  | 7,14  | 6,06  | 6,36 | 1,97 | 5 743    |
| Alcântara               | 24,18 | 29,12 | 14,43 | 7,23  | 8,42  | 6,71  | 5,29 | 1,66 | 5 711    |
| Alvalade                | 31,13 | 21,76 | 17,74 | 6,48  | 8,54  | 5,66  | 4,34 | 1,32 | 16 772   |
| Areeiro                 | 32,66 | 20,72 | 17,22 | 6,45  | 8,35  | 6,26  | 3,99 | 1,13 | 10 092   |
| Arroios                 | 26,57 | 23,25 | 12,76 | 6,40  | 10,34 | 9,40  | 6,58 | 1,40 | 11 776   |
| Avenidas Novas          | 33,14 | 19,70 | 18,56 | 6,64  | 8,21  | 5,99  | 3,75 | 1,13 | 10 883   |
| Beato                   | 20,90 | 34,12 | 10,66 | 11,55 | 6,11  | 5,69  | 6,06 | 1,27 | 4 502    |
| Belém                   | 35,41 | 21,50 | 18,72 | 6,82  | 5,98  | 3,91  | 3,94 | 0,92 | 8 040    |
| Benfica                 | 26,40 | 31,01 | 13,41 | 7,11  | 7,03  | 5,48  | 4,72 | 1,48 | 16 222   |
| Campo de Ourique        | 30,31 | 26,11 | 15,35 | 6,12  | 7,11  | 6,27  | 4,32 | 1,51 | 9 813    |
| Campolide               | 27,03 | 28,22 | 14,62 | 7,96  | 7,08  | 5,51  | 4,77 | 1,45 | 6 204    |
| Carnide                 | 28,12 | 28,75 | 15,09 | 8,12  | 6,07  | 4,30  | 5,02 | 1,15 | 7 906    |
| Estrela                 | 35,08 | 21,40 | 16,10 | 6,69  | 7,10  | 5,23  | 4,24 | 1,31 | 7 186    |
| Lumiar                  | 30,85 | 23,58 | 18,55 | 6,72  | 7,18  | 4,98  | 3,88 | 1,25 | 19 949   |
| Marvila                 | 21,32 | 39,27 | 7,40  | 12,84 | 3,98  | 5,14  | 4,74 | 1,49 | 12 520   |
| Misericórdia            | 24,02 | 27,85 | 13,63 | 6,83  | 8,91  | 8,50  | 6,50 | 0,94 | 3 939    |
| Olivais                 | 23,93 | 30,67 | 11,44 | 9,18  | 7,21  | 6,13  | 5,78 | 1,65 | 13 712   |
| Parque das Nações       | 30,43 | 25,50 | 18,54 | 7,46  | 6,26  | 4,20  | 3,85 | 1,17 | 9 521    |
| Penha de França         | 20,38 | 29,16 | 11,61 | 7,40  | 9,79  | 10,25 | 6,38 | 1,51 | 11 041   |
| Santa Clara             | 22,71 | 32,71 | 10,83 | 13,91 | 4,79  | 4,38  | 4,95 | 1,29 | 6 830    |
| Santa Maria Maior       | 19,80 | 30,15 | 9,80  | 8,91  | 8,56  | 8,91  | 8,25 | 1,60 | 3 818    |
| Santo António           | 28,50 | 21,55 | 16,36 | 6,81  | 9,86  | 7,48  | 4,37 | 1,67 | 5 509    |
| São Domingos de Benfica | 33,73 | 24,17 | 16,17 | 5,92  | 7,39  | 4,97  | 3,80 | 1,26 | 14 821   |
| São Vicente             | 22,48 | 27,15 | 10,74 | 6,51  | 10,23 | 10,75 | 7,23 | 1,45 | 5 179    |
| Lisboa                  | 27,90 | 26,71 | 14,67 | 7,64  | 7,50  | 6,10  | 4,87 | 1,36 | 227 689  |

### Loures
| Partido                 | Partido                                  | Votos   | %               | +/-  |
| ----------------------- | ---------------------------------------- | ------- | --------------- | ---- |
|                         | Partido Socialista                       | 24 617  | 35,27 / 100,00  | 1,72 |
|                         | Aliança Democrática (PPD/PSD-CDS-PP-PPM) | 15 523  | 22,24 / 100,00  | 4,64 |
|                         | CHEGA                                    | 8 042   | 11,52 / 100,00  | -    |
|                         | Iniciativa Liberal                       | 6 767   | 9,70 / 100,00   | 8,77 |
|                         | Coligação Democrática Unitária (PCP-PEV) | 5 027   | 7,20 / 100,00   | 5,52 |
|                         | Bloco de Esquerda                        | 3 005   | 4,31 / 100,00   | 5,05 |
|                         | LIVRE                                    | 2 859   | 4,10 / 100,00   | 2,34 |
|                         | Pessoas–Animais–Natureza                 | 1 036   | 1,48 / 100,00   | 4,62 |
|                         | Alternativa Democrática Nacional         | 798     | 1,14 / 100,00   | 0,71 |
|                         | Outros (com menos de 1,00%)              | 857     | 1,23 / 100,00   |      |
| Votos Inválidos         | Votos Inválidos                          | 1 267   | 1,81 / 100,00   | 4,03 |
| Total                   | Total                                    | 69 798  | 100,00 / 100,00 |      |
| Eleitorado/Participação | Eleitorado/Participação                  | 168 371 | 41,45 / 100,00  | 0,94 |

| Freguesia                                         | %     | %     | %     | %     | %     | %    | %    | %    | %    | Votantes |
| Freguesia                                         | PS    | AD    | CH    | IL    | CDU   | BE   | L    | PAN  | ADN  | Votantes |
| ------------------------------------------------- | ----- | ----- | ----- | ----- | ----- | ---- | ---- | ---- | ---- | -------- |
| Freguesia                                         |       |       |       |       |       |      |      |      |      | Votantes |
| Bucelas                                           | 38,96 | 18,73 | 12,03 | 7,02  | 8,96  | 4,43 | 3,51 | 1,40 | 1,19 | 1 853    |
| Camarate, Unhos e Apelação                        | 41,23 | 17,37 | 16,49 | 5,50  | 7,61  | 3,57 | 2,49 | 1,45 | 1,21 | 9 127    |
| Fanhões                                           | 29,57 | 23,64 | 16,71 | 9,44  | 7,18  | 4,01 | 3,93 | 1,59 | 0,92 | 1 197    |
| Loures                                            | 29,94 | 25,58 | 11,98 | 11,97 | 6,06  | 4,02 | 4,70 | 1,65 | 1,19 | 11 385   |
| Lousa                                             | 30,46 | 28,53 | 11,37 | 9,34  | 5,99  | 4,97 | 3,45 | 1,32 | 1,42 | 985      |
| Moscavide e Portela                               | 31,27 | 30,48 | 7,50  | 12,17 | 4,83  | 4,09 | 4,78 | 1,38 | 0,98 | 8 865    |
| Sacavém e Prior Velho                             | 35,19 | 21,48 | 9,63  | 10,15 | 8,79  | 4,66 | 4,64 | 1,21 | 1,03 | 8 020    |
| Santa Iria de Azoia, São João da Talha e Bobadela | 38,05 | 19,47 | 10,78 | 9,16  | 8,47  | 4,47 | 3,97 | 1,41 | 1,09 | 16 366   |
| Santo Antão e São Julião do Tojal                 | 36,30 | 17,83 | 12,05 | 9,79  | 10,85 | 4,33 | 3,39 | 1,55 | 0,78 | 3 096    |
| Santo António dos Cavaleiros e Frielas            | 35,09 | 21,92 | 11,95 | 9,79  | 5,33  | 4,93 | 4,49 | 1,81 | 1,50 | 8 904    |
| Loures                                            | 35,27 | 22,24 | 11,52 | 9,70  | 7,20  | 4,31 | 4,10 | 1,48 | 1,14 | 69 798   |

### Lourinhã
| Partido                 | Partido                                  | Votos  | %               | +/-   |
| ----------------------- | ---------------------------------------- | ------ | --------------- | ----- |
|                         | Aliança Democrática (PPD/PSD-CDS-PP-PPM) | 4 115  | 35,76 / 100,00  | 2,51  |
|                         | Partido Socialista                       | 3 266  | 28,38 / 100,00  | 2,99  |
|                         | CHEGA                                    | 1 441  | 12,52 / 100,00  | -     |
|                         | Iniciativa Liberal                       | 883    | 7,67 / 100,00   | 7,14  |
|                         | Bloco de Esquerda                        | 419    | 3,64 / 100,00   | 4,52  |
|                         | LIVRE                                    | 329    | 2,86 / 100,00   | 1,36  |
|                         | Coligação Democrática Unitária (PCP-PEV) | 279    | 2,42 / 100,00   | 0,76  |
|                         | Alternativa Democrática Nacional         | 206    | 1,79 / 100,00   | 1,26  |
|                         | Pessoas–Animais–Natureza                 | 151    | 1,31 / 100,00   | 3,94  |
|                         | Outros (com menos de 1,00%)              | 156    | 1,36 / 100,00   |       |
| Votos Inválidos         | Votos Inválidos                          | 263    | 2,28 / 100,00   | 7,02  |
| Total                   | Total                                    | 11 508 | 100,00 / 100,00 |       |
| Eleitorado/Participação | Eleitorado/Participação                  | 23 811 | 48,33 / 100,00  | 13,19 |

| Freguesia                           | %     | %     | %     | %    | %    | %    | %    | %    | %    | Votantes |
| Freguesia                           | AD    | PS    | CH    | IL   | BE   | L    | CDU  | ADN  | PAN  | Votantes |
| ----------------------------------- | ----- | ----- | ----- | ---- | ---- | ---- | ---- | ---- | ---- | -------- |
| Freguesia                           |       |       |       |      |      |      |      |      |      | Votantes |
| Lourinhã e Atalaia                  | 34,73 | 28,98 | 11,79 | 8,58 | 3,71 | 3,22 | 2,36 | 1,92 | 1,41 | 5 690    |
| Miragaia e Marteleira               | 34,52 | 31,59 | 13,29 | 6,26 | 3,76 | 2,37 | 1,88 | 1,32 | 0,97 | 1 437    |
| Moita dos Ferreiros                 | 42,36 | 24,84 | 14,97 | 6,37 | 2,23 | 1,11 | 1,59 | 2,07 | 1,11 | 628      |
| Reguengo Grande                     | 27,67 | 33,17 | 12,62 | 6,96 | 4,85 | 3,24 | 5,18 | 1,46 | 1,29 | 618      |
| Ribamar                             | 40,81 | 26,59 | 12,62 | 6,13 | 2,33 | 2,94 | 1,96 | 1,72 | 0,74 | 816      |
| Santa Bárbara                       | 40,80 | 24,71 | 12,99 | 8,51 | 3,33 | 2,07 | 1,26 | 0,92 | 1,84 | 870      |
| São Bartolomeu dos Galegos e Moledo | 35,86 | 26,93 | 10,83 | 6,90 | 5,14 | 2,57 | 3,11 | 2,57 | 1,35 | 739      |
| Vimeiro                             | 35,63 | 24,08 | 15,63 | 6,62 | 3,38 | 3,38 | 3,66 | 2,11 | 1,41 | 710      |
| Lourinhã                            | 35,76 | 28,38 | 12,52 | 7,67 | 3,64 | 2,86 | 2,42 | 1,79 | 1,31 | 11 508   |

### Mafra
| Partido                 | Partido                                  | Votos  | %               | +/-   |
| ----------------------- | ---------------------------------------- | ------ | --------------- | ----- |
|                         | Aliança Democrática (PPD/PSD-CDS-PP-PPM) | 11 303 | 32,03 / 100,00  | 4,47  |
|                         | Partido Socialista                       | 9 550  | 27,07 / 100,00  | 3,01  |
|                         | Iniciativa Liberal                       | 4 225  | 11,97 / 100,00  | 11,01 |
|                         | CHEGA                                    | 3 660  | 10,37 / 100,00  | -     |
|                         | LIVRE                                    | 1 712  | 4,85 / 100,00   | 2,78  |
|                         | Bloco de Esquerda                        | 1 435  | 4,07 / 100,00   | 5,47  |
|                         | Coligação Democrática Unitária (PCP-PEV) | 1 073  | 3,04 / 100,00   | 2,10  |
|                         | Pessoas–Animais–Natureza                 | 576    | 1,63 / 100,00   | 6,04  |
|                         | Alternativa Democrática Nacional         | 569    | 1,61 / 100,00   | 1,16  |
|                         | Outros (com menos de 1,00%)              | 384    | 1,10 / 100,00   |       |
| Votos Inválidos         | Votos Inválidos                          | 798    | 2,27 / 100,00   | 5,82  |
| Total                   | Total                                    | 35 285 | 100,00 / 100,00 |       |
| Eleitorado/Participação | Eleitorado/Participação                  | 70 042 | 50,38 / 100,00  | 10,75 |

| Freguesia                                        | %     | %     | %     | %     | %    | %    | %    | %    | %    | Votantes |
| Freguesia                                        | AD    | PS    | IL    | CH    | L    | BE   | CDU  | PAN  | ADN  | Votantes |
| ------------------------------------------------ | ----- | ----- | ----- | ----- | ---- | ---- | ---- | ---- | ---- | -------- |
| Freguesia                                        |       |       |       |       |      |      |      |      |      | Votantes |
| Azueira e Sobral da Abelheira                    | 33,13 | 31,05 | 8,34  | 10,15 | 3,18 | 3,57 | 3,40 | 1,48 | 2,08 | 1 823    |
| Carvoeira                                        | 27,83 | 26,43 | 13,64 | 11,24 | 5,81 | 4,50 | 3,49 | 1,63 | 1,47 | 1 290    |
| Encarnação                                       | 44,39 | 20,45 | 9,19  | 10,35 | 3,28 | 3,54 | 2,22 | 1,46 | 1,92 | 1 980    |
| Enxara do Bispo, Gradil e Vila Franca do Rosário | 29,55 | 29,62 | 11,75 | 10,46 | 4,28 | 4,35 | 3,40 | 1,15 | 1,36 | 1 472    |
| Ericeira                                         | 31,50 | 26,80 | 13,78 | 8,62  | 5,76 | 4,41 | 3,16 | 1,74 | 1,43 | 5 508    |
| Igreja Nova e Cheleiros                          | 33,11 | 28,03 | 9,32  | 11,31 | 4,24 | 4,14 | 2,36 | 1,89 | 1,94 | 1 909    |
| Mafra                                            | 30,57 | 27,34 | 12,40 | 10,13 | 5,44 | 4,64 | 3,13 | 1,77 | 1,54 | 8 138    |
| Malveira e São Miguel de Alcainça                | 29,10 | 28,18 | 12,79 | 12,11 | 4,87 | 3,93 | 2,87 | 1,42 | 1,42 | 3 385    |
| Milharado                                        | 31,70 | 27,87 | 13,00 | 10,14 | 3,83 | 2,99 | 2,75 | 1,38 | 1,98 | 2 978    |
| Santo Isidoro                                    | 37,44 | 26,93 | 10,24 | 8,78  | 4,50 | 4,00 | 2,46 | 1,32 | 1,87 | 2 198    |
| Venda do Pinheiro e Santo Estêvão das Galés      | 30,82 | 25,85 | 11,97 | 11,97 | 5,04 | 3,65 | 3,58 | 1,91 | 1,41 | 4 604    |
| Mafra                                            | 32,03 | 27,07 | 11,97 | 10,37 | 4,85 | 4,07 | 3,04 | 1,63 | 1,61 | 35 285   |

### Odivelas
| Partido                 | Partido                                  | Votos   | %               | +/-  |
| ----------------------- | ---------------------------------------- | ------- | --------------- | ---- |
|                         | Partido Socialista                       | 17 550  | 34,46 / 100,00  | 3,07 |
|                         | Aliança Democrática (PPD/PSD-CDS-PP-PPM) | 11 843  | 23,25 / 100,00  | 4,06 |
|                         | CHEGA                                    | 6 320   | 12,41 / 100,00  | -    |
|                         | Iniciativa Liberal                       | 5 114   | 10,04 / 100,00  | 9,22 |
|                         | Coligação Democrática Unitária (PCP-PEV) | 2 313   | 4,54 / 100,00   | 3,55 |
|                         | LIVRE                                    | 2 286   | 4,49 / 100,00   | 2,64 |
|                         | Bloco de Esquerda                        | 2 238   | 4,39 / 100,00   | 6,21 |
|                         | Pessoas–Animais–Natureza                 | 893     | 1,75 / 100,00   | 5,11 |
|                         | Alternativa Democrática Nacional         | 652     | 1,28 / 100,00   | 0,83 |
|                         | Outros (com menos de 1,00%)              | 762     | 1,50 / 100,00   |      |
| Votos Inválidos         | Votos Inválidos                          | 958     | 1,88 / 100,00   | 4,27 |
| Total                   | Total                                    | 50 929  | 100,00 / 100,00 |      |
| Eleitorado/Participação | Eleitorado/Participação                  | 125 675 | 40,52 / 100,00  | 3,03 |

| Partido                              | %     | %     | %     | %     | %    | %    | %    | %    | %    | Votantes |
| Partido                              | PS    | AD    | CH    | IL    | CDU  | L    | BE   | PAN  | ADN  | Votantes |
| ------------------------------------ | ----- | ----- | ----- | ----- | ---- | ---- | ---- | ---- | ---- | -------- |
| Partido                              |       |       |       |       |      |      |      |      |      | Votantes |
| Odivelas                             | 34,68 | 23,57 | 11,24 | 10,81 | 4,35 | 4,86 | 4,93 | 1,63 | 1,14 | 20 179   |
| Pontinha e Famões                    | 35,85 | 22,01 | 14,52 | 9,12  | 4,18 | 4,11 | 3,67 | 1,76 | 1,42 | 12 320   |
| Póvoa de Santo Adrião e Olival Basto | 38,20 | 22,37 | 11,97 | 7,49  | 5,14 | 4,02 | 4,32 | 1,68 | 1,40 | 6 089    |
| Ramada e Caneças                     | 30,86 | 24,41 | 12,42 | 10,96 | 4,93 | 4,50 | 4,29 | 1,99 | 1,30 | 12 341   |
| Odivelas                             | 34,46 | 23,25 | 12,41 | 10,04 | 4,54 | 4,49 | 4,39 | 1,75 | 1,28 | 50 929   |

### Oeiras
| Partido                 | Partido                                  | Votos   | %               | +/-   |
| ----------------------- | ---------------------------------------- | ------- | --------------- | ----- |
|                         | Aliança Democrática (PPD/PSD-CDS-PP-PPM) | 21 761  | 30,05 / 100,00  | 3,48  |
|                         | Partido Socialista                       | 20 371  | 28,13 / 100,00  | 1,40  |
|                         | Iniciativa Liberal                       | 10 459  | 14,44 / 100,00  | 12,70 |
|                         | CHEGA                                    | 5 508   | 7,61 / 100,00   | -     |
|                         | LIVRE                                    | 4 375   | 6,04 / 100,00   | 2,67  |
|                         | Bloco de Esquerda                        | 3 357   | 4,64 / 100,00   | 6,20  |
|                         | Coligação Democrática Unitária (PCP-PEV) | 2 915   | 4,03 / 100,00   | 2,51  |
|                         | Pessoas–Animais–Natureza                 | 1 169   | 1,61 / 100,00   | 6,27  |
|                         | Outros (com menos de 1,00%)              | 1 357   | 1,87 / 100,00   |       |
| Votos Inválidos         | Votos Inválidos                          | 1 138   | 1,57 / 100,00   | 3,38  |
| Total                   | Total                                    | 72 410  | 100,00 / 100,00 |       |
| Eleitorado/Participação | Eleitorado/Participação                  | 145 498 | 49,77 / 100,00  | 4,30  |

| Freguesia                                      | %     | %     | %     | %    | %    | %    | %    | %    | Votantes |
| Freguesia                                      | AD    | PS    | IL    | CH   | L    | BE   | CDU  | PAN  | Votantes |
| ---------------------------------------------- | ----- | ----- | ----- | ---- | ---- | ---- | ---- | ---- | -------- |
| Freguesia                                      |       |       |       |      |      |      |      |      | Votantes |
| Algés, Linda-a-Velha e Cruz Quebrada - Dafundo | 31,49 | 26,95 | 15,84 | 6,48 | 6,36 | 4,57 | 4,00 | 1,33 | 19 837   |
| Barcarena                                      | 27,41 | 29,44 | 12,49 | 9,70 | 5,47 | 4,25 | 4,28 | 1,90 | 6 475    |
| Carnaxide e Queijas                            | 29,25 | 29,22 | 14,87 | 7,31 | 5,52 | 4,52 | 4,30 | 1,60 | 14 411   |
| Oeiras e São Julião da Barra                   | 31,05 | 27,03 | 13,95 | 7,75 | 6,43 | 4,95 | 3,85 | 1,69 | 25 380   |
| Porto Salvo                                    | 26,07 | 32,46 | 13,06 | 9,13 | 5,30 | 4,27 | 3,93 | 1,98 | 6 307    |
| Oeiras                                         | 30,05 | 28,13 | 14,44 | 7,61 | 6,04 | 4,64 | 4,03 | 1,61 | 72 410   |

### Sintra
| Partido                 | Partido                                  | Votos   | %               | +/-  |
| ----------------------- | ---------------------------------------- | ------- | --------------- | ---- |
|                         | Partido Socialista                       | 40 045  | 32,88 / 100,00  | 2,09 |
|                         | Aliança Democrática (PPD/PSD-CDS-PP-PPM) | 29 519  | 24,24 / 100,00  | 4,71 |
|                         | CHEGA                                    | 15 957  | 13,10 / 100,00  | -    |
|                         | Iniciativa Liberal                       | 11 685  | 9,59 / 100,00   | 8,76 |
|                         | Bloco de Esquerda                        | 6 206   | 5,10 / 100,00   | 6,64 |
|                         | LIVRE                                    | 5 649   | 4,64 / 100,00   | 2,57 |
|                         | Coligação Democrática Unitária (PCP-PEV) | 5 425   | 4,45 / 100,00   | 3,45 |
|                         | Pessoas–Animais–Natureza                 | 2 147   | 1,76 / 100,00   | 5,77 |
|                         | Alternativa Democrática Nacional         | 1 436   | 1,18 / 100,00   | 0,75 |
|                         | Outros (com menos de 1,00%)              | 1 503   | 1,23 / 100,00   |      |
| Votos Inválidos         | Votos Inválidos                          | 2 218   | 1,82 / 100,00   | 4,30 |
| Total                   | Total                                    | 121 790 | 100,00 / 100,00 |      |
| Eleitorado/Participação | Eleitorado/Participação                  | 323 611 | 37,63 / 100,00  | 3,04 |

| Freguesia                                     | %     | %     | %     | %     | %    | %    | %    | %    | %    | Votantes |
| Freguesia                                     | PS    | AD    | CH    | IL    | BE   | L    | CDU  | PAN  | ADN  | Votantes |
| --------------------------------------------- | ----- | ----- | ----- | ----- | ---- | ---- | ---- | ---- | ---- | -------- |
| Freguesia                                     |       |       |       |       |      |      |      |      |      | Votantes |
| Agualva e Mira-Sintra                         | 38,72 | 21,04 | 13,57 | 6,60  | 5,11 | 4,02 | 4,96 | 1,70 | 1,10 | 11 144   |
| Algueirão - Mem Martins                       | 33,51 | 22,59 | 14,08 | 9,32  | 5,19 | 4,79 | 4,40 | 2,05 | 1,14 | 20 077   |
| Almargem do Bispo, Pero Pinheiro e Montelavar | 31,93 | 26,93 | 15,09 | 8,60  | 3,73 | 3,27 | 4,00 | 1,42 | 1,74 | 6 602    |
| Cacém e São Marcos                            | 35,52 | 20,14 | 14,84 | 8,65  | 5,51 | 4,40 | 4,68 | 1,97 | 0,97 | 10 299   |
| Casal de Cambra                               | 34,51 | 22,38 | 17,07 | 8,18  | 3,92 | 2,86 | 4,26 | 1,66 | 1,32 | 3 498    |
| Colares                                       | 25,18 | 33,89 | 10,16 | 12,30 | 4,11 | 5,09 | 3,29 | 1,62 | 1,41 | 4 261    |
| Massamá e Monte Abraão                        | 34,87 | 24,45 | 10,38 | 9,23  | 5,35 | 5,46 | 4,80 | 1,41 | 1,01 | 15 265   |
| Queluz e Belas                                | 33,37 | 22,94 | 13,41 | 9,75  | 5,10 | 4,71 | 4,93 | 1,87 | 1,04 | 15 809   |
| Rio de Mouro                                  | 32,91 | 22,51 | 13,75 | 9,71  | 5,88 | 4,49 | 4,68 | 1,81 | 1,18 | 14 773   |
| São João das Lampas e Terrugem                | 29,24 | 29,54 | 12,45 | 10,09 | 4,26 | 4,81 | 3,42 | 1,68 | 1,43 | 7 213    |
| Sintra                                        | 26,36 | 29,13 | 11,14 | 13,22 | 5,22 | 5,18 | 3,90 | 1,74 | 1,31 | 12 849   |
| Sintra                                        | 32,88 | 24,24 | 13,10 | 9,59  | 5,10 | 4,64 | 4,45 | 1,76 | 1,18 | 121 790  |

### Sobral de Monte Agraço
| Partido                 | Partido                                  | Votos | %               | +/-  |
| ----------------------- | ---------------------------------------- | ----- | --------------- | ---- |
|                         | Partido Socialista                       | 1 191 | 30,96 / 100,00  | 1,16 |
|                         | Aliança Democrática (PPD/PSD-CDS-PP-PPM) | 977   | 25,40 / 100,00  | 7,40 |
|                         | CHEGA                                    | 415   | 10,79 / 100,00  | -    |
|                         | Coligação Democrática Unitária (PCP-PEV) | 373   | 9,70 / 100,00   | 8,49 |
|                         | Iniciativa Liberal                       | 347   | 9,02 / 100,00   | 8,50 |
|                         | LIVRE                                    | 178   | 4,63 / 100,00   | 2,78 |
|                         | Bloco de Esquerda                        | 162   | 4,21 / 100,00   | 3,76 |
|                         | Alternativa Democrática Nacional         | 46    | 1,20 / 100,00   | 0,84 |
|                         | Pessoas–Animais–Natureza                 | 40    | 1,04 / 100,00   | 4,23 |
|                         | Outros (com menos de 1,00%)              | 54    | 1,40 / 100,00   |      |
| Votos Inválidos         | Votos Inválidos                          | 64    | 1,67 / 100,00   | 6,40 |
| Total                   | Total                                    | 3 847 | 100,00 / 100,00 |      |
| Eleitorado/Participação | Eleitorado/Participação                  | 8 891 | 43,27 / 100,00  | 6,51 |

| Freguesia              | %     | %     | %     | %     | %     | %    | %    | %    | %    | Votantes |
| Freguesia              | PS    | AD    | CH    | CDU   | IL    | L    | BE   | ADN  | PAN  | Votantes |
| ---------------------- | ----- | ----- | ----- | ----- | ----- | ---- | ---- | ---- | ---- | -------- |
| Freguesia              |       |       |       |       |       |      |      |      |      | Votantes |
| Santo Quintino         | 30,65 | 25,97 | 10,14 | 10,29 | 8,99  | 5,04 | 3,67 | 1,44 | 1,08 | 1 390    |
| Sapataria              | 30,64 | 24,98 | 11,82 | 7,83  | 10,91 | 3,75 | 3,91 | 1,00 | 1,25 | 1 201    |
| Sobral de Monte Agraço | 31,61 | 25,16 | 10,51 | 10,83 | 7,25  | 5,02 | 5,10 | 1,11 | 0,80 | 1 256    |
| Sobral de Monte Agraço | 30,96 | 25,40 | 10,79 | 9,70  | 9,02  | 4,63 | 4,21 | 1,20 | 1,04 | 3 847    |

### Torres Vedras
| Partido                 | Partido                                  | Votos  | %               | +/-  |
| ----------------------- | ---------------------------------------- | ------ | --------------- | ---- |
|                         | Aliança Democrática (PPD/PSD-CDS-PP-PPM) | 9 930  | 30,80 / 100,00  | 4,63 |
|                         | Partido Socialista                       | 9 787  | 30,36 / 100,00  | 3,57 |
|                         | CHEGA                                    | 3 404  | 10,56 / 100,00  | -    |
|                         | Iniciativa Liberal                       | 3 241  | 10,05 / 100,00  | 9,43 |
|                         | Bloco de Esquerda                        | 1 442  | 4,47 / 100,00   | 5,08 |
|                         | Coligação Democrática Unitária (PCP-PEV) | 1 300  | 4,03 / 100,00   | 2,63 |
|                         | LIVRE                                    | 1 219  | 3,78 / 100,00   | 2,25 |
|                         | Alternativa Democrática Nacional         | 443    | 1,37 / 100,00   | 0,95 |
|                         | Pessoas–Animais–Natureza                 | 417    | 1,29 / 100,00   | 4,03 |
|                         | Outros (com menos de 1,00%)              | 338    | 1,06 / 100,00   |      |
| Votos Inválidos         | Votos Inválidos                          | 718    | 2,23 / 100,00   | 5,55 |
| Total                   | Total                                    | 32 239 | 100,00 / 100,00 |      |
| Eleitorado/Participação | Eleitorado/Participação                  | 70 680 | 45,61 / 100,00  | 8,95 |

| Freguesia                         | %     | %     | %     | %     | %    | %    | %    | %    | %    | Votantes |
| Freguesia                         | AD    | PS    | CH    | IL    | BE   | CDU  | L    | ADN  | PAN  | Votantes |
| --------------------------------- | ----- | ----- | ----- | ----- | ---- | ---- | ---- | ---- | ---- | -------- |
| Freguesia                         |       |       |       |       |      |      |      |      |      | Votantes |
| A dos Cunhados e Maceira          | 32,74 | 27,55 | 13,91 | 9,89  | 3,70 | 2,89 | 3,82 | 1,39 | 1,36 | 4 185    |
| Campelos e Outeiro da Cabeça      | 37,60 | 24,04 | 15,75 | 7,71  | 3,35 | 2,76 | 1,76 | 2,35 | 1,09 | 1 194    |
| Carvoeira e Carmões               | 26,03 | 32,13 | 11,47 | 8,88  | 5,58 | 7,13 | 2,89 | 1,14 | 1,34 | 968      |
| Dois Portos e Runa                | 27,33 | 37,19 | 9,41  | 6,72  | 4,12 | 6,18 | 3,32 | 1,25 | 0,90 | 1 116    |
| Freiria                           | 39,17 | 29,29 | 10,36 | 6,79  | 2,86 | 2,02 | 2,62 | 2,02 | 0,83 | 840      |
| Maxial e Monte Redondo            | 24,41 | 38,78 | 10,61 | 6,76  | 4,32 | 6,48 | 3,19 | 1,03 | 1,41 | 1 065    |
| Ponte do Rol                      | 31,85 | 31,09 | 10,76 | 11,09 | 3,04 | 3,04 | 2,39 | 2,17 | 0,76 | 920      |
| Ramalhal                          | 25,83 | 34,46 | 12,46 | 8,18  | 3,98 | 5,18 | 3,23 | 1,80 | 0,90 | 1 332    |
| Santa Maria, São Pedro e Matacães | 29,50 | 29,27 | 9,01  | 12,12 | 5,41 | 4,77 | 4,34 | 1,04 | 1,52 | 10 784   |
| São Pedro da Cadeira              | 31,03 | 31,87 | 10,95 | 8,28  | 3,93 | 2,15 | 3,83 | 1,62 | 1,15 | 1 908    |
| Silveira                          | 31,09 | 30,82 | 9,87  | 10,27 | 4,27 | 3,45 | 4,53 | 1,45 | 1,33 | 4 750    |
| Turcifal                          | 30,19 | 31,47 | 9,06  | 11,32 | 4,98 | 4,30 | 3,40 | 1,51 | 1,43 | 1 325    |
| Ventosa                           | 36,61 | 30,83 | 9,88  | 7,07  | 3,73 | 2,65 | 2,75 | 1,51 | 0,81 | 1 852    |
| Torres Vedras                     | 30,80 | 30,36 | 10,56 | 10,05 | 4,47 | 4,03 | 3,78 | 1,37 | 1,29 | 32 339   |

### Vila Franca de Xira
| Partido                 | Partido                                  | Votos   | %               | +/-  |
| ----------------------- | ---------------------------------------- | ------- | --------------- | ---- |
|                         | Partido Socialista                       | 16 842  | 35,94 / 100,00  | 0,60 |
|                         | Aliança Democrática (PPD/PSD-CDS-PP-PPM) | 9 354   | 19,96 / 100,00  | 5,28 |
|                         | CHEGA                                    | 5 417   | 11,56 / 100,00  | -    |
|                         | Iniciativa Liberal                       | 4 369   | 9,32 / 100,00   | 8,64 |
|                         | Coligação Democrática Unitária (PCP-PEV) | 3 781   | 8,07 / 100,00   | 7,00 |
|                         | Bloco de Esquerda                        | 2 359   | 5,03 / 100,00   | 6,16 |
|                         | LIVRE                                    | 2 107   | 4,50 / 100,00   | 2,59 |
|                         | Pessoas–Animais–Natureza                 | 751     | 1,60 / 100,00   | 4,91 |
|                         | Alternativa Democrática Nacional         | 492     | 1,05 / 100,00   | 0,58 |
|                         | Outros (com menos de 1,00%)              | 550     | 1,17 / 100,00   |      |
| Votos Inválidos         | Votos Inválidos                          | 837     | 1,78 / 100,00   | 4,39 |
| Total                   | Total                                    | 46 859  | 100,00 / 100,00 |      |
| Eleitorado/Participação | Eleitorado/Participação                  | 114 431 | 40,95 / 100,00  | 1,78 |

| Freguesia                                  | %     | %     | %     | %     | %     | %    | %    | %    | %    | Votantes |
| Freguesia                                  | PS    | AD    | CH    | IL    | CDU   | BE   | L    | PAN  | ADN  | Votantes |
| ------------------------------------------ | ----- | ----- | ----- | ----- | ----- | ---- | ---- | ---- | ---- | -------- |
| Freguesia                                  |       |       |       |       |       |      |      |      |      | Votantes |
| Alhandra, Calhandriz e São João dos Montes | 34,53 | 19,04 | 10,58 | 8,95  | 11,14 | 5,37 | 4,82 | 1,68 | 0,92 | 5 106    |
| Alverca do Ribatejo e Sobralinho           | 36,02 | 19,41 | 10,19 | 10,18 | 8,71  | 5,38 | 4,81 | 1,55 | 0,84 | 12 628   |
| Castanheira do Ribatejo e Cachoeiras       | 36,86 | 19,55 | 12,73 | 8,15  | 8,97  | 4,74 | 3,96 | 1,41 | 0,94 | 2 553    |
| Póvoa de Santa Iria e Forte da Casa        | 36,11 | 20,84 | 12,01 | 9,73  | 5,71  | 5,05 | 4,46 | 1,83 | 1,30 | 13 860   |
| Vialonga                                   | 37,90 | 17,76 | 14,19 | 7,58  | 8,17  | 4,70 | 3,55 | 1,82 | 1,21 | 6 527    |
| Vila Franca de Xira                        | 34,13 | 22,39 | 10,90 | 9,30  | 9,02  | 4,48 | 4,88 | 0,97 | 0,91 | 6 185    |
| Vila Franca de Xira                        | 35,94 | 19,96 | 11,56 | 9,32  | 8,07  | 5,03 | 4,50 | 1,60 | 1,05 | 46 859   |